# Fuentes de Nava
Fuentes de Nava es un municipio y localidad española de la provincia de Palencia, en la comunidad autónoma de Castilla y León. El término municipal, ubicado en la comarca de Tierra de Campos y el partido de Frechilla, tiene una población de 567 habitantes (INE 2024).

## Geografía
La localidad está a una distancia de unos 25 km de Palencia, la capital provincial. Sus principales actividades económicas son la agricultura, la ganadería y el turismo.
Parte de su término municipal está integrado dentro de la Zona de especial protección para las aves denominada La Nava - Campos Norte perteneciente a la Red Natura 2000.

## Historia
A la caída del Antiguo Régimen la localidad se constituye en municipio constitucional en el partido de Frechilla, conocido entonces como Fuentes de Don Bermudo y que en el censo de 1842 contaba con 456 hogares y 2372 vecinos.
Hasta la reforma de la nomenclatura municipal de 1916 el municipio se llamaba Fuentes de Nava ó de Don Bermudo. En dicha fecha su nombre fue modificado por el de Fuentes de Nava.

## Geografía humana

### Demografía
Cuenta con una población de 567 habitantes (INE 2024).
| Gráfica de evolución demográfica de Fuentes de Nava entre 1842 y 2021 |
| |
| Población de derecho según los censos de población del INE Población de hecho según los censos de población del INEEn estos censos se denominaba Fuentes de Don Bermudo: 1842, 1857, 1860, 1877, 1887, 1897, 1900 y 1910 |

| 1900 | 1910 | 1920 | 1930 | 1940 | 1950 | 1960 | 1970 | 1981 | 1991 |
| 2042 | 2042 | 1956 | 1895 | 1884 | 1754 | 1464 | 1224 | 1040 | 878  |

## Monumentos y lugares de interés
- Canal de Castilla
- Laguna de la Nava de Fuentes

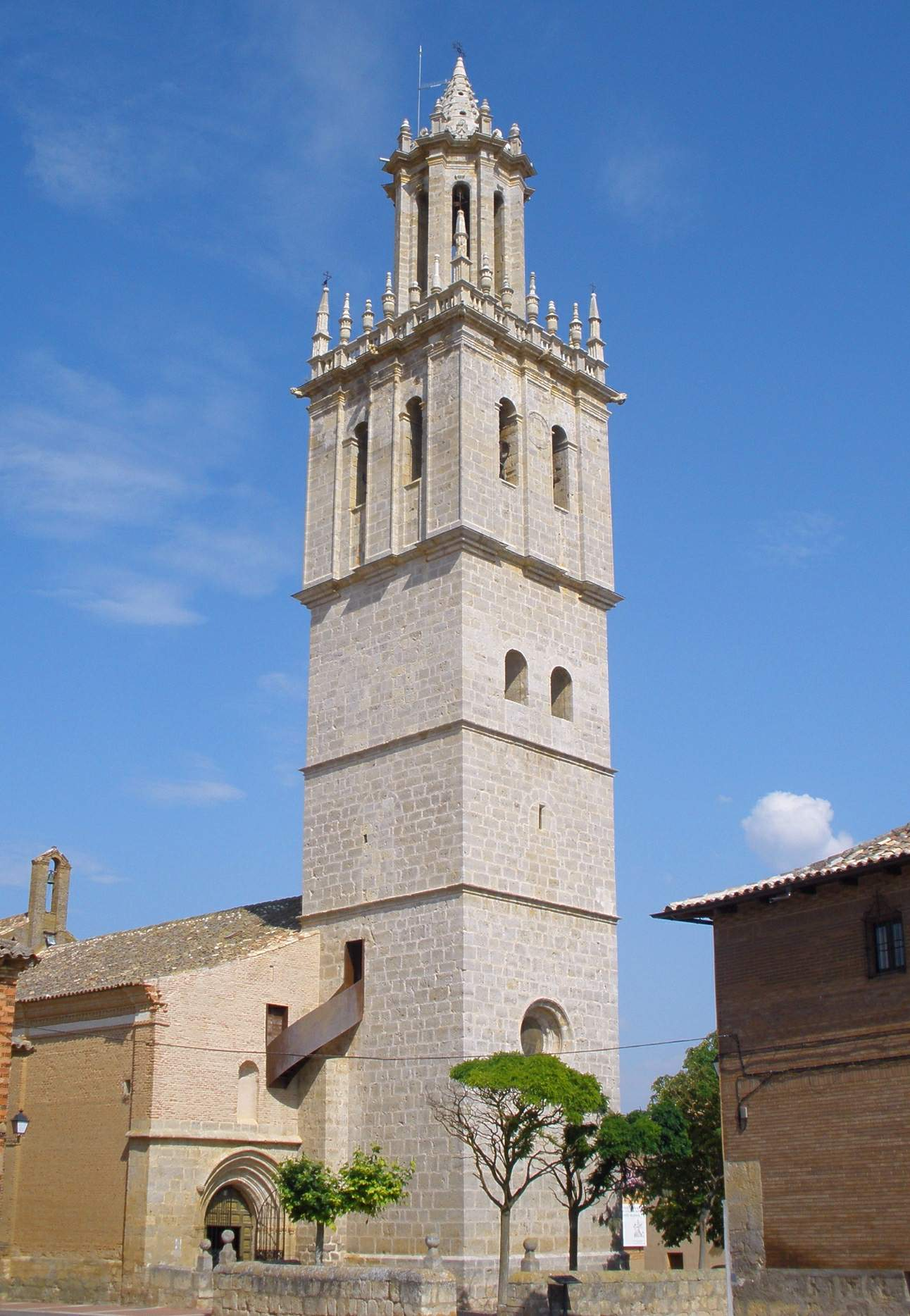
Iglesia de San Pedro

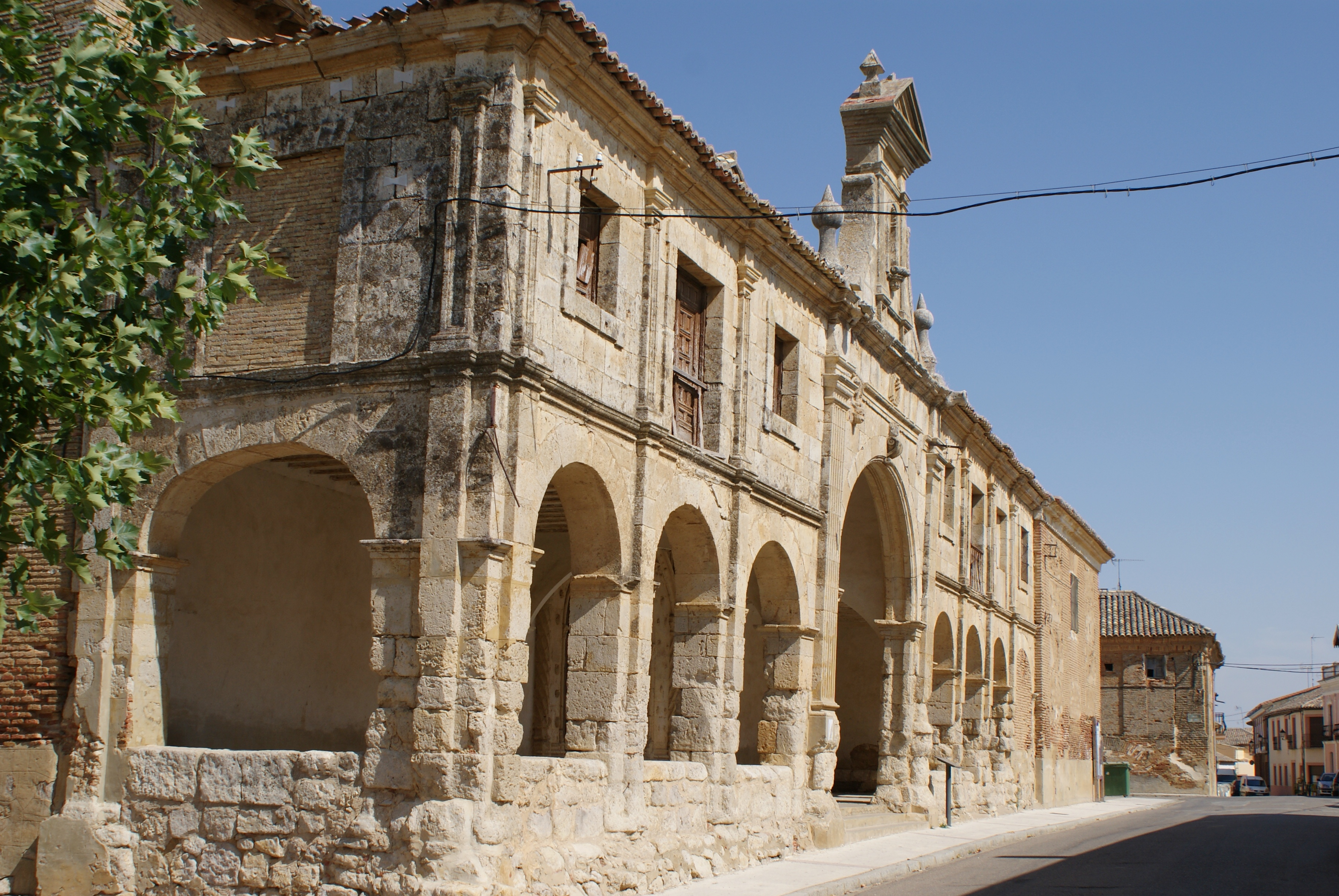
Iglesia de Santa María

- Iglesia de San Pedro: En 1583, el maestro cantero cántabro Juan de la Cuesta realizó las obras de la capilla para el deán de Charcas (Perú), natural de Fuentes de Nava.
- Iglesia de Santa María.
- Puerta del Postigo.
- Ermita de San Miguel.

La Fundación Global Nature dispone de un albergue con capacidad para alojar 23 personas en literas. El edificio es una vieja casa solariega del siglo XVIII restaurada por la Fundación y donde, además del albergue, se encuentra el Centro de Estudios Ambientales de la Comarca de Tierra de Campos. Desde  2016 se ofrecen visitas guiadas a las iglesias de Santa María y San Pedro.